# Lista najwyższych naw kościelnych
Podane wysokości, o ile nie zaznaczono inaczej, dotyczą nawy głównej.

## Najwyższe nawy kościelne
| Wysokość        | Nazwa                              | Rok ukończenia budowy | Lokalizacja - miasto | Lokalizacja - kraj | Dodatkowe informacje | Zdjęcie |
| --------------- | ---------------------------------- | --------------------- | -------------------- | ------------------ | --- | ------- |
| 48,50 m 47,00 m | Katedra w Beauvais                 | XIII–XVI w.           | Beauvais             | Francja            | Najwyższe sklepienie na świecie                                                                                                |         |
| 46,00 m         | Bazylika św. Piotra                | 1506–1626             | Watykan              | Watykan            | |         |
| 45,00 m         | Sagrada Família                    | 1883–nadal trwa       | Barcelona            | Hiszpania          | Budowa trwa od 1883, choć większa część nawy została już ukończona osiągając podaną wysokość. Najwyższe sklepienie w Hiszpanii |         |
| 45,00 m         | Katedra w Mediolanie               | 1386–1965             | Mediolan             | Włochy             | Najwyższe sklepienie we Włoszech                                                                                               |         |
| 45,00 m         | Bazylika św. Petroniusza w Bolonii | 1390–1479             | Bolonia              | Włochy             | Najwyższe sklepienie we Włoszech                                                                                               |         |
| 44,00 m         | Katedra La Seu w Palma de Mallorca | 1229–1601             | Palma de Mallorca    | Hiszpania          | |         |
| 44,00 m         | Bazylika w Licheniu                | 1994–2004             | Licheń Stary         | Polska             | Najwyższe sklepienie w Polsce                                                                                                  |         |
| 43,35 m         | Katedra w Kolonii                  | 1248–1880             | Kolonia              | Niemcy             | Najwyższe sklepienie w Niemczech                                                                                               |         |
| 42,30 m         | Katedra w Amiens                   | 1220–1269             | Amiens               | Francja            | |         |
| 41,50 m         | Katedra w Ulm                      | 1377–1890             | Ulm                  | Niemcy             | |         |
| 41,41 m         | Katedra w Metz                     | XIII–XX w.            | Metz                 | Francja            | |         |
| 40,00 m         | Katedra w Narbonie                 | XIII–XIV w.           | Narbona              | Francja            | |         |
| 40,00 m         | Katedra w Sewilli                  | 1401–1507             | Sewilla              | Hiszpania          | Największy gotycki kościół na świecie                                                                                          |         |
| 38,50 m         | Kościół Mariacki w Lubece          | 1250–1350             | Lubeka               | Niemcy             | Najwyższe ceglane sklepienie na świecie                                                                                        |         |
| 37,70 m         | Katedra św. Jana w Nowym Jorku     | 1892 – nadal          | Nowy Jork            | Stany Zjednoczone  | Najwyższe sklepienie w Stanach Zjednoczonych                                                                                   |         |
| 32,00 m         | Kościół Engelbrekta w Sztokholmie  | 1910–1914             | Sztokholm            | Szwecja            | Najwyższe sklepienie w Skandynawii                                                                                             |         |